# Carina Söderberg
Carina Anne-Margita Söderberg, född 11 december 1958, är en tidigare svensk landslagsspelare i handboll.

## Klubbkarriär
Carina Söderberg tillhörde en grupp spelare där tre tog sig till landslaget, förutom Söderberg, Gunilla Eriksson. Åse Fernis. De var Skånelas första landslagsspelare. 1974 tog sig Skånela till Allsvenskan i handboll med dessa som stomme i laget under 1970-talet. Man ramlade snart ur men återkom sedan igen. Det är oklart hur länge Söderberg spelade kvar i Skånela.

## Landslagskarriär
Carina Söderberg spelade 4 ungdomslandskamper för U-19 laget 1974-1975 och gjorde 2 mål. Det dröjde sedan fyra år innan hon fick debutera i A-landslaget 1979. Hon spelade 34 landskamper åren 1979-1983 med 15 gjorda mål  Enligt den gamla statistiken spelade hon 33 landskamper.